# Pachycerina seticornis
Pachycerina seticornis är en tvåvingeart som först beskrevs av Carl Fredrik Fallén 1820.  Pachycerina seticornis ingår i släktet Pachycerina, och familjen lövflugor. Arten är reproducerande i Sverige.